# Antiporter

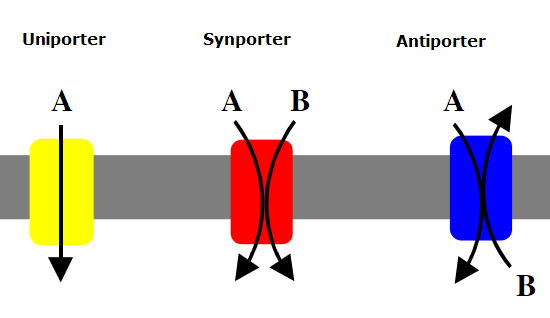
Typen von Transportproteinen

Ein Antiporter (englisch exchanger, counter-transporter) ist ein Protein, das einen Membrantransport unter gegenseitigem Austausch von mindestens zwei Molekülen vermittelt. Weitere Proteintypen des Membrantransportes sind Uniporter und Symporter.

## Eigenschaften
Ein Antiporter ist ein Membranprotein, das den wechselseitigen Austausch von Molekülen (Antiport) meistens durch einen sekundär aktiven Transport ermöglicht. Der sekundär aktive Transport wird energetisch durch einen Gradienten der Konzentration eines der ausgetauschten Molekülsorten getrieben, der unter Adenosintriphosphat-Verbrauch aufgebaut wurde (daher die Bezeichnung sekundär aktiv). Manche Antiporter verbrauchen dagegen beim Antiport ATP (primär aktiv).
Antiporter können in verschiedene Klassen eingeteilt werden, darunter Natrium-Calcium-Austauscher, der Chlorid-Bicarbonat-Antiporter, Kalium-Protonen-Antiporter, das Reduced Folate Carrier Protein, Natrium-Protonen-Antiporter, Natrium-Kalium-Pumpen, vesikuläre Neurotransmitter-Transportproteine, mitochondriale-Carrier-Proteine und Major Facilitator Superfamily Antiporters.

Natrium-Protonen-Antiporter NHE3 in der apikalen Membran von Epithelzellen des Darms (Dünndarm und Colon) und der Niere (proximaler Tubulus). Der Protonentransport senkt den pH-Wert auf der mukosalen Seite des Epithels und trägt zum Protonengradienten über der apikalen Membran bei (Darm, proximaler Tubulus: S2 und S3).